# Exèrcit dels Homes de l'Orde Naqxbandi
L'Exèrcit dels Homes de l'Orde Naqxbandí (àrab: جيش رجال الطريقة النقشبندية, Jayx Rijāl aṭ-Ṭarīqa an-Naqxbandiyya), també anomenat Exèrcit Naqxbandí, és un dels grups insurgents d'Iraq, d'ideologia baasista i practicant d'un islam d'inspiració naqxbandí. Els mitjans de comunicació freqüentment es refereix al grup per les inicials en àrab JRTN.
És una milícia sufí musulmana pertanyent a la tariqa naqxbandiyya. El seu líder, Izzat Ibrahim al-Douri, és descrit com «el xeic amagat dels Homes de Naqxbandi».

## Història
No se'n sap gaire res de l'aparició del JRTN, tot i que és generalment assumit que el grup es va constituir l'estiu de 2003 per lluitar contra les forces d'ocupació occidentals i per restaurar altre cop l'ordre sota el baasisme.
Tot i que el JRTN emergiria oficialment com a grup el 2006, alguns dels seus membres havien estat implicats en accions en contra la coalició durant la guerra el 2003, com l'atac a l'hotel Al Rasheed de Bagdad, i el 2004, durant la primera batalla de Fallujah, on diversos religiosos vinculats al JRTN eren entre els ferits.
El JRTN va sorgir com a grup el desembre de 2006, després de l'execució de Saddam Hussein. Els objectius originals del grup eren protegir els naqxbandis d'Iraq de l'opressió, fent front a l'islamisme radical dels grups insurgents com al-Qaeda.
El 25 d'abril de 2013, insurgents del JRTN van capturar la ciutat de Sulaiman Bek, uns 170 km al nord de Bagdad, després de forts enfrontaments amb les forces de seguretat. Un dia més tard renunciaven al control de la ciutat, fugint amb armes i vehicles.

### Relació amb el Partit Baas
El JRTN és considerat el «nou Partit Baas», dirigit per Izzat Ibrahim al-Douri, un partidari de l'orde naqxbandí. Molts membres del JRTN són antics soldats i oficials que havien servit a l'exèrcit de Saddam Hussein.

## Lideratge
Tot i que normalment es considera a Izzat Ibrahim al-Douri el dirigent del grup, la seva situació dins de l'organització no és tan clara. Sigui com sigui, n'és una personalitat clau. S'ha suggerit que al-Douri va ser clau perquè Iraq esdevingués més religiós durant el govern de Saddam Hussein.